# Dead or Alive (seria)
Dead or Alive (jap: デッドオアアライブ) – seria gier komputerowych z gatunku bijatyk produkowanych przez Tecmo i wydanych przez Team Ninja.
Twórcą historii i postaci gry jest japoński projektant gier Tomonobu Itagaki.

## Gry

### Seria główna
- Dead or Alive (1996)
- Dead or Alive 2 (1999)
- Dead or Alive 3 (2001)
- Dead or Alive 4 (2005)
- Dead or Alive: Dimensions (2011)
- Dead or Alive 5 (2012)[3]
- Dead or Alive 6 (2019)

### Spin-offy
- Dead or Alive Xtreme Beach Volleyball (2003)
- Dead or Alive Xtreme 2 (2006)
- The Girls of Dead or Alive: Blackjack (2009)
- Dead or Alive Paradise (2010)[3]
- Dead or Alive Xtreme 3[4]

### Film
Poza grami w 2006 roku został nakręcony film oparty na fabule gry pt. DOA: Dead or Alive.